# Анискина
Анискина (устар. Анисимовка) — река в России, протекает в Алапаевском районе Свердловской области. Вдоль русла реки проходит линия Алапаевской узкоколейной железной дороги. Устье реки Анискиной находится в 19 км по левому берегу реки Кыртомки, южнее посёлка Муратково. Длина реки Анискиной составляет 10 км.

## Данные водного реестра
По данным государственного водного реестра России, река Анискина относится к Иртышскому бассейновому округу, речному бассейну Иртыша, речному подбассейну Тобола. Водохозяйственный участок — Тагил от города Нижнего Тагила и до устья.
Код объекта в государственном водном реестре — 14010501512111200005910.